# Cyclops Shōjo Saipu
Cyclops Shōjo Saipu (サイクロプス少女さいぷ～?) è un manga yonkoma di genere ecchi ideato da Yasu Tora, che ha per protagonista Fuuka Saitou, soprannominata la "ragazza ciclope" (少女さいぷ～?, shōjo saipu), per via della sua statura e pettinatura che copre parte del viso lasciando visibile solo un occhio. Pubblicata originariamente sulla rivista Weekly Young Jump dell'editore Shūeisha da luglio 2011 a settembre 2014, la serie è stata adattata in animazione nel 2013 e trasmessa come ONA direttamente sul sito ufficiale della casa editrice dal 12 marzo al 30 maggio 2013.

## Trama
Saito e Fuuka sono stati da sempre legati da un affetto fraterno e un grande affiatamento, tuttavia nell'ultimo anno la gentile sorellina si è trasformata da affettuosa ed innocente compagna di giochi in una seducente ragazza, portando Saito a rivedere il loro rapporto. In questa tesa atmosfera sentimentale si svolgono le comiche avventure dell'ambigua vita quotidiana della coppia di fratelli, affiancata da una variopinta compagine di amici, conoscenti e parenti dalla compagnia argutamente maliziosa.

## Personaggi
Fūka Saitou (斎藤 楓香?, Saitō Fūka)
Doppiata da Mai Nakahara
Giovane liceale e sorella minore di Saito, il quale ha assistito negli anni alla crescita spropositata di Fuuka, passata dal fisico di bambina a quello di giovane donna nell'arco di un paio d'anni.
Particolarmente legata al fratello, verso il quale nutre un vero “brother complex”, la Ciclope cerca più o meno maliziosamente di sedurlo, facendo leva sulla sua procace figura.
Ha acquisito il soprannome di "Saipu" (さいぷ?, saipu), abbreviazione di ciclope (サイクロプス?, saikuropusu), per via della sua elevata altezza e del viso parzialmente coperto dalla frangetta, che lascia intravedere solo uno dei due occhi.
 Hikaru Saito (斎藤 光?, Saitō Hikari)
Doppiato da Kengo Takanashi
Fratello maggiore di Fuuka ed oggetto delle attenzioni maniacali di quest'ultima. Invidiato dai compagni di scuola per le dichiarazioni d'amore della sorella – molto popolare a causa della sua persona appariscente -, Saito è costretto a combattere tenacemente le avances di Fuuka, sebbene gli stessi genitori dei due incoraggino tale rapporto al limite dell'incesto.
Rin (りん?)
Doppiata da Saki Fujita
Compagna di classe di Fuuka. Nonostante l'aria innocente e la giovane età, Rin è una delle studentesse più perverse e ricorre spesso a giochi di parole e commenti ricchi di doppi sensi, tutti atti a provocare e schernire i compagni di classe più perbenisti quali Natsu.
Natsu (なつ?)
Doppiata da Kahoru Sasajima
Compagna di classe di Fuuka ed amica di Rin - che la chiama amichevolmente "Nacchan" - Natsu risponde spesso in maniera isterica ed irritata alle battute oscene dell'amica, che pertanto si diverte a stuzzicarla.